# Батман завинаги
„Батман завинаги“ (на английски: Batman Forever) е американски филм от 1995 г., базиран на супергероя на Ди Си Комикс – Батман. Той е третият филм от квадрилогията за Батман, режисиран от Джоел Шумахер, на мястото на Тим Бъртън и с участието на Вал Килмър, замествайки Майкъл Кийтън в неговата първа и последна роля като Батман, и бележи първата поява на Робин (в ролята Крис О'Донъл) в поредицата.

## Актьорски състав
- Вал Килмър – Брус Уейн / Батман
- Томи Лий Джоунс – Харви Дент / Двуликия
- Джим Кери – Едуард Нигма / Гатанката
- Никол Кидман – Доктор Чейс Меридиан
- Крис О'Донъл – Ричард „Дик“ Грейсън / Робин